# Estrella Galán
Estrella Galán Pérez (Madrid, 1971) es una antropóloga, trabajadora social, política y activista española por los derechos humanos, actualmente eurodiputada de Sumar (perfil independiente) tras encabezar la coalición en las elecciones al Parlamento Europeo de 2024.
Su carrera profesional está vinculada al ámbito social y los Derechos Humanos. Fue secretaria general y directora de la Comisión Española de Ayuda al Refugiado entre 2011 y 2024, donde trabajó durante 25 años ocupando diferentes puestos, y participando en la gestión de diferentes crisis humanitarias y migratorias en España. 
En sus inicios profesionales trabajó durante siete años con menores en riesgo de exclusión.  
Ha participado como docente en diferentes másteres y cursos de expertos de la Universidad Complutense, Universidad Autónoma y Universidad Carlos III de Madrid, donde formaba parte del Consejo de Dirección del Máster de Acción Solidaria e Inclusión Social, coordinando el módulo de Migración y Asilo. 
Ha sido miembro de diferentes foros y plataformas como el Foro de Integración de las Migraciones del Ministerio de Inclusión y Migraciones, de la Junta Directiva de Coordinadora de ONG de Desarrollo, del Foro de la Convivencia, del Foro Regional de la Inmigración en Madrid, entre otros.  
En 2022 fue reconocida por su labor con las mujeres refugiadas con el Premio Menina NWW. 
Es autora de múltiples artículos, informes y textos sobre migración y refugio.

## Biografía
Estrella Galán es licenciada en Antropología Social y Cultural y diplomada en Trabajo Social por la Universidad Complutense de Madrid. Tiene un máster en Inmigración, Refugio y Relaciones intercomunitarias por la Universidad Autónoma de Madridy es experta universitaria en Terapia Familiar. Como especialista en migraciones y asilo ha publicado numerosos trabajos.
Estrella Galán inició su carrera profesional en 1992 en el ámbito social, en la organización no gubernamental Semilla, con menores en riesgo de exclusión social. En 1999 comienza a trabajar en la Comisión Española de Ayuda al Refugiado para gestionar la acogida de refugiados Albano-Kosovares en España tras la guerra de Kosovo. Dentro de la entidad ha desempeñado diferentes puestos de responsabilidad, hasta que en 2011, fue nombrada secretaria general/directora general de  esta importante organización  referente en España en asilo, refugio y migraciones.
Como activista ha denunciado las políticas migratorias que vulneran los Derechos Humanos y  la actitud de los Estados miembro de la Unión Europea en materia de inmigración y asilo.Ha gestionado numerosas crisis migratorias habiendo participado en diferentes misiones para denunciar la situación de las personas migrantes y refugiadas en Grecia, Jordania, Líbano, Marruecos, Sahara Occidental, Palestina o México entre otros. 
Durante años ha sido una activista comprometida con el pueblo saharaui y la causa Palestina. 
En marzo de 2024 fue propuesta por Sumar para encabezar la lista de la coalición a las elecciones al Parlamento Europeo. Durante la campaña, reivindicó el papel de Sumar como motor de las políticas progresistas del Gobierno de España y abogó por la intensificación de la vía diplomática para alcanzar la paz en Ucrania y Gaza, la redefinición del pacto migratorio europeo para garantizar la acogida de personas migrantes y refugiadas, la adopción de políticas reindustrializadoras sostenibles, la electrificación del transporte público, el establecimiento de ayudas a los consumidores para la transición ecológica, la creación de un marco europeo para la ampliación del parque público de vivienda y el fortalecimiento del control sobre el sistema financiero y la evasión fiscal.